# Schloss Spättenbrunn

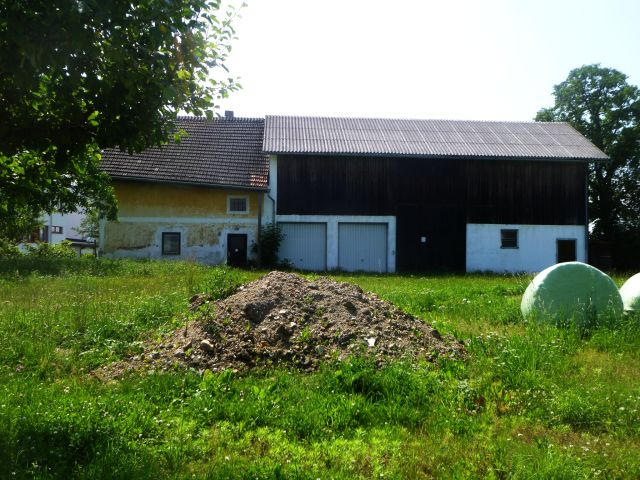
Bauernhaus neben dem ehemaligen Schloss Spättenbrunn

Das Schloss Spättenbrunn lag im Ortsteil Spattenbrunn der Gemeinde Neukirchen am Walde im Bezirk Grieskirchen in Oberösterreich.
1310 ist Spättenbrunn als Besitz der Wesner beurkundet. Gottschalk von Flacheneck verkaufte den Sitz am 24. Mai 1345 dem Grafen Leutpold von Schaunberg, Dompropst zu Freising. 1532 folgte Jäger von Waldau. Als Erbauer des Schlosses Spättenbrunn gelten die Herren von Spätt am Ende des 14. oder zu Anfang des 15. Jahrhunderts. Der 1414 verstorbene und in der Hofkapelle von Wesenufer  begrabene Johann von Spätt ist bereits nach dem Schloss benannt. 
1626 wurde das Schloss während des Oberösterreichischen Bauernkriegs geplündert und beschädigt. 1628 verkaufte Friedrich von Spätt den Besitz an Johann von Neithart, der dem Schloss seine endgültige Gestalt gab. Sein Sohn und Nachfolger Friedrich Freiherr von Neithart zu Spättenbrunn († 1689) ist in der Kirche von Neukirchen begraben. Erbe wurde der Bruder Johann Baptist, der Spättenbrunn 1691 an den Reichsgraf Theodor Althet Heinrich von Strattmann († 25. Oktober 1693 in Wien) verkaufte. Dieser vereinigte die Herrschaft und mit  Peuerbach zu einem Fideikommiss. 1849 wurde der Fideikommiss aufgelöst und der Besitz an Bauern verkauft. Weitere Besitzer waren Therese Ertl (bis 1879), Josef Pröbstl (1879–1893), Karl Pröbstl (1893–1936), danach übernahm dessen Sohn Karl den Besitz. 
Spättenbrunn war ein einstöckiges Gebäude. Bis zum Jahre 1608 hieß es Späting beziehungsweise Speting. Zu Beginn des 19. Jahrhunderts stürzte das Schloss ein. Heute ist es völlig abgetragen und kein Stein erinnert mehr an das frühere Schloss.